# Самые красивые городки Италии
«Самые красивые городки Италии» (итал. I borghi più belli d'Italia) — итальянская ассоциация, продвигающая небольшие итальянские городки, обладающие «заметными историческими и художественными достопримечательностями».
Создана в 2001 году по инициативе Совета по туризму Национальной ассоциации итальянских городов с целью сохранения и возрождения деревень и малых городков, которые находясь вне основных туристических маршрутов, несмотря на большую ценность, могут быть забыты, деградировать, лишиться постоянного населения и заброшены.
Создание ассоциации было вдохновлено успешным французским примером создания аналогичной ассоциации Самые красивые деревни Франции. Прием любой деревни или города в клуб требует одинакового соответствия ряду предварительных условий, как структурных, таких как архитектурная гармония городской застройки и качество общественного и частного строительного наследия, так и общего, в отношении качества жизни в самой деревне, с точки зрения деятельности и услуг для людей.
Первоначально в группу входило 100 деревень, но к 2017 году количество выросло до 271. Ассоциация поддерживает такие инициативы, как фестивали, выставки, праздники, конференции и концерты, посвященные культурному, историческому, гастрономическому и языковому наследию городков, с участием жителей, школ и местных художников.
В 2012 году итальянская ассоциация стала одним из членов-основателей международной ассоциации Самые красивые деревни мира, организации, которая объединяет некоторые территориальные ассоциации, занимающиеся поддержкой небольших населенных пунктов, представляющих особый исторический и ландшафтный интерес.
В 2016 году ассоциация заключила глобальное соглашение с Итальянским национальным агентством по туризму о рекламе по всем миру туризма в городках, участниках ассоциации.
В 2017 году ассоциация подписала соглашение с круизной компанией Costa Crociere о развитии некоторых городков, которые предлагаются круизным пассажирам, прибывающим в итальянские порты на борту судов оператора.

## Деревни

### Северная Италия
- Валле-д’Аоста (1)
  - Этрубль
- Эмилия-Романья (13)
  - Боббио
  - Бризигелла
  - Кастель-Аркуато
  - Компьяно
  - Доцца
  - Фьюмальбо
  - Фонтанеллато
  - Гуальтьери
  - Монтефьоре-Конка
  - Монтегридольфо
  - Сан-Джованни-ин-Мариньяно
  - Сан-Лео
  - Вернаска
- Фриули — Венеция-Джулия (9)
  - Тривиньяно-Удинезе
  - Кордовадо
  - Фаганья
  - Градиска-д’Изонцо
  - Фризанко
  - Польчениго
  - Сесто-аль-Регена
  - Травезио

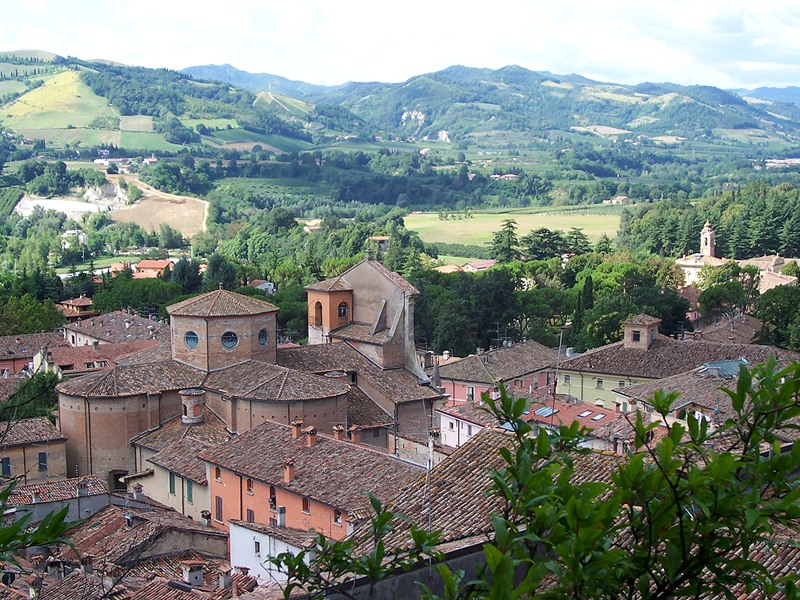
Бризигелла

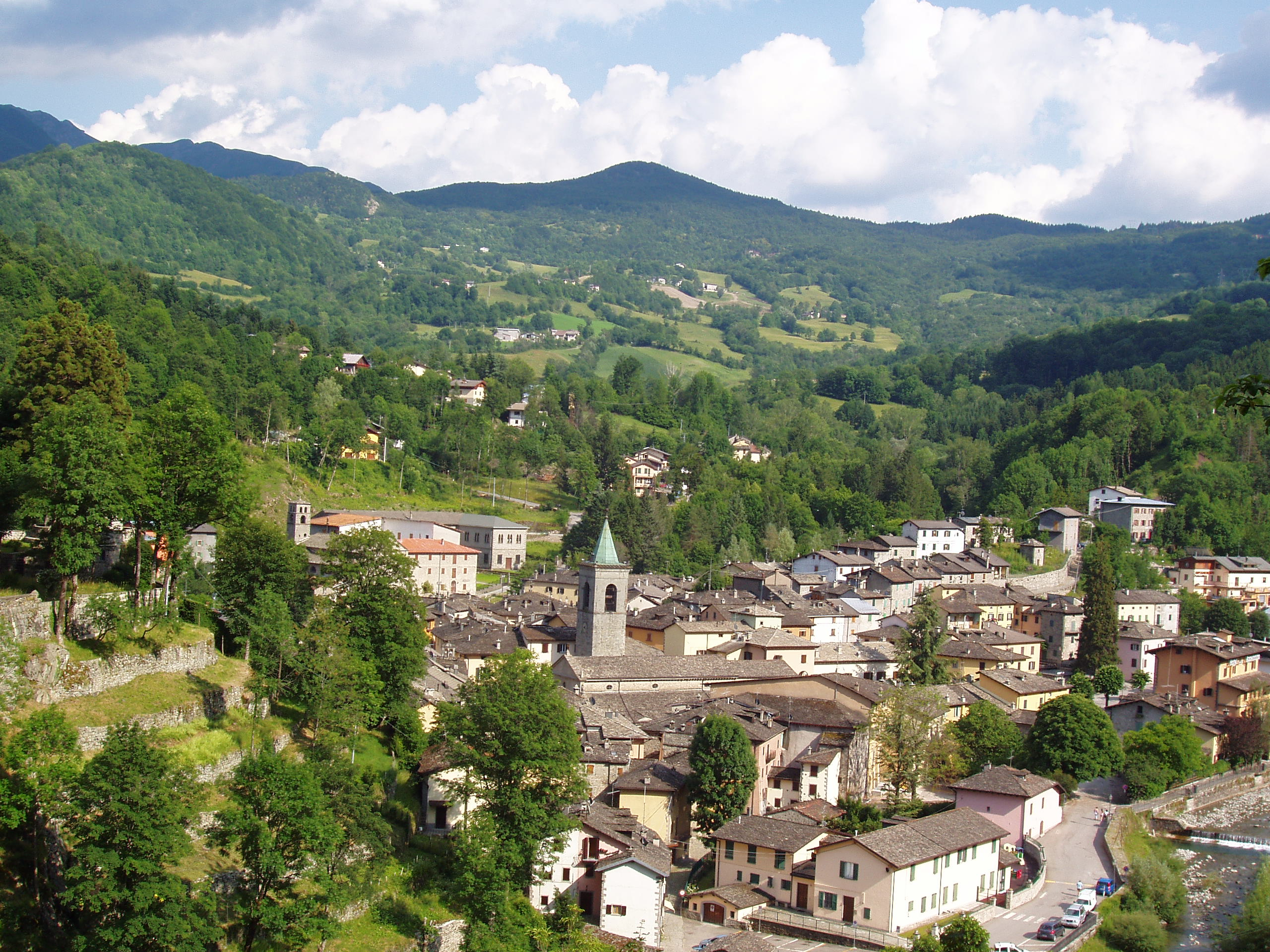
Фьюмальбо

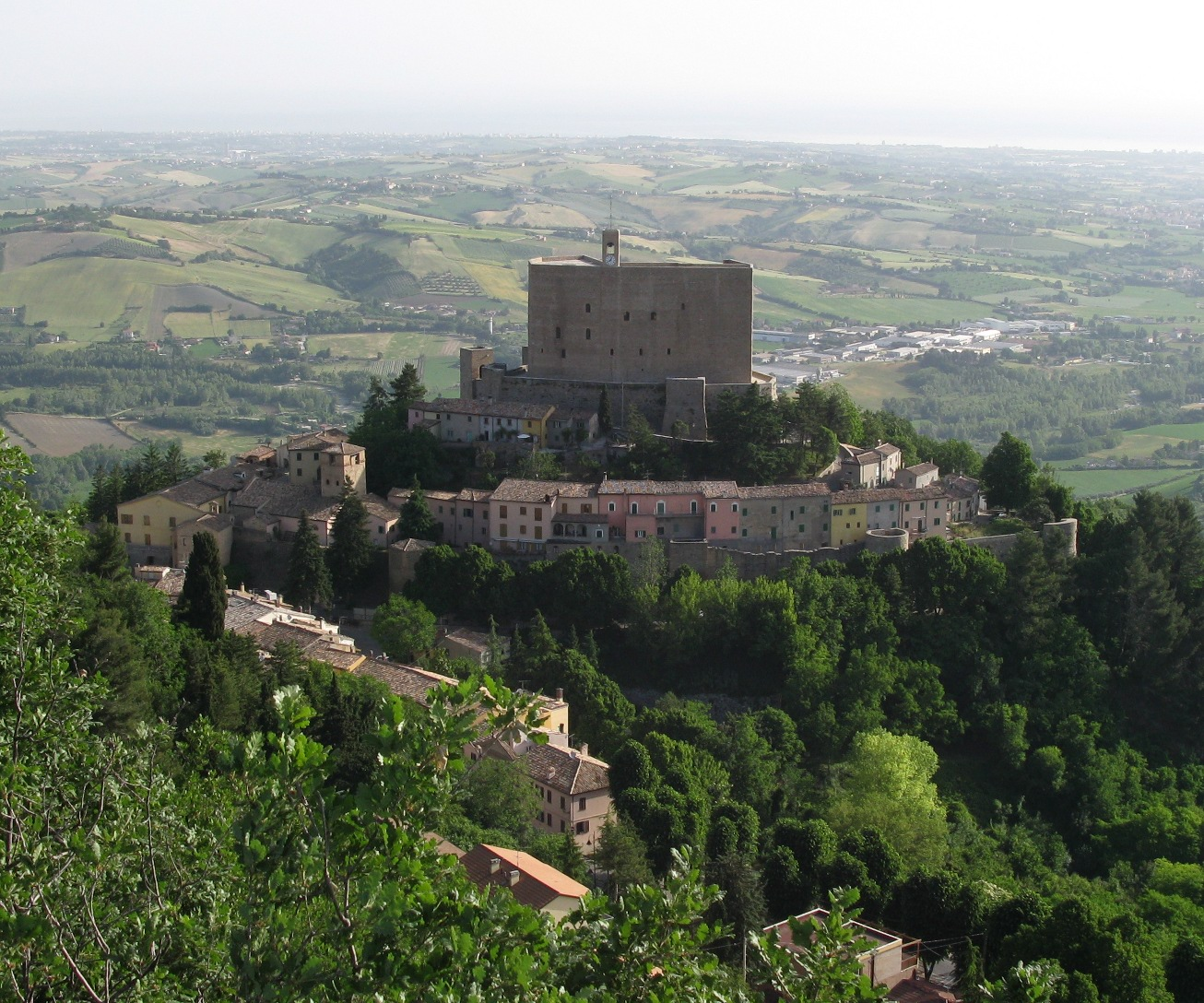
Монтефьоре-Конка

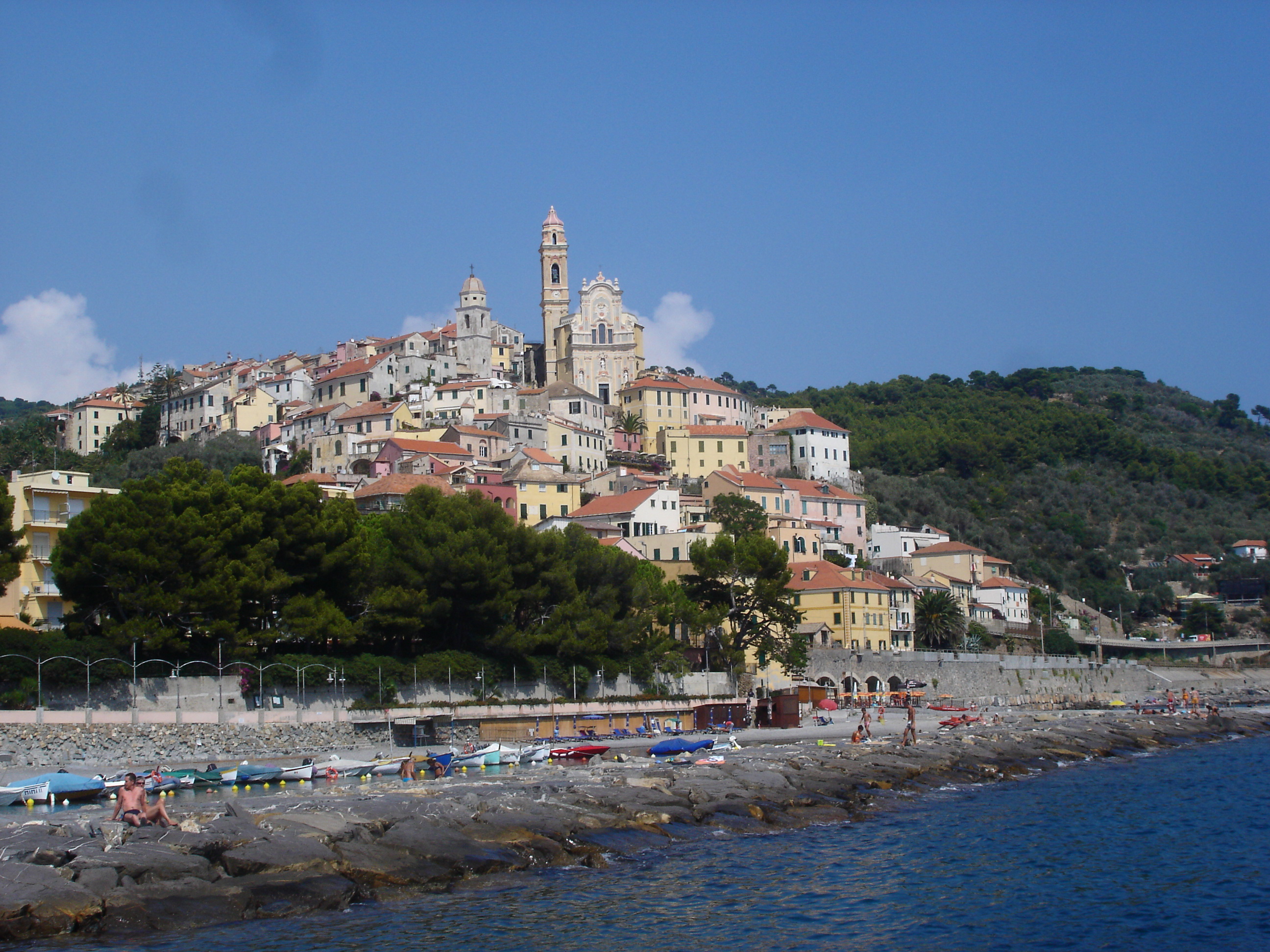
Черво

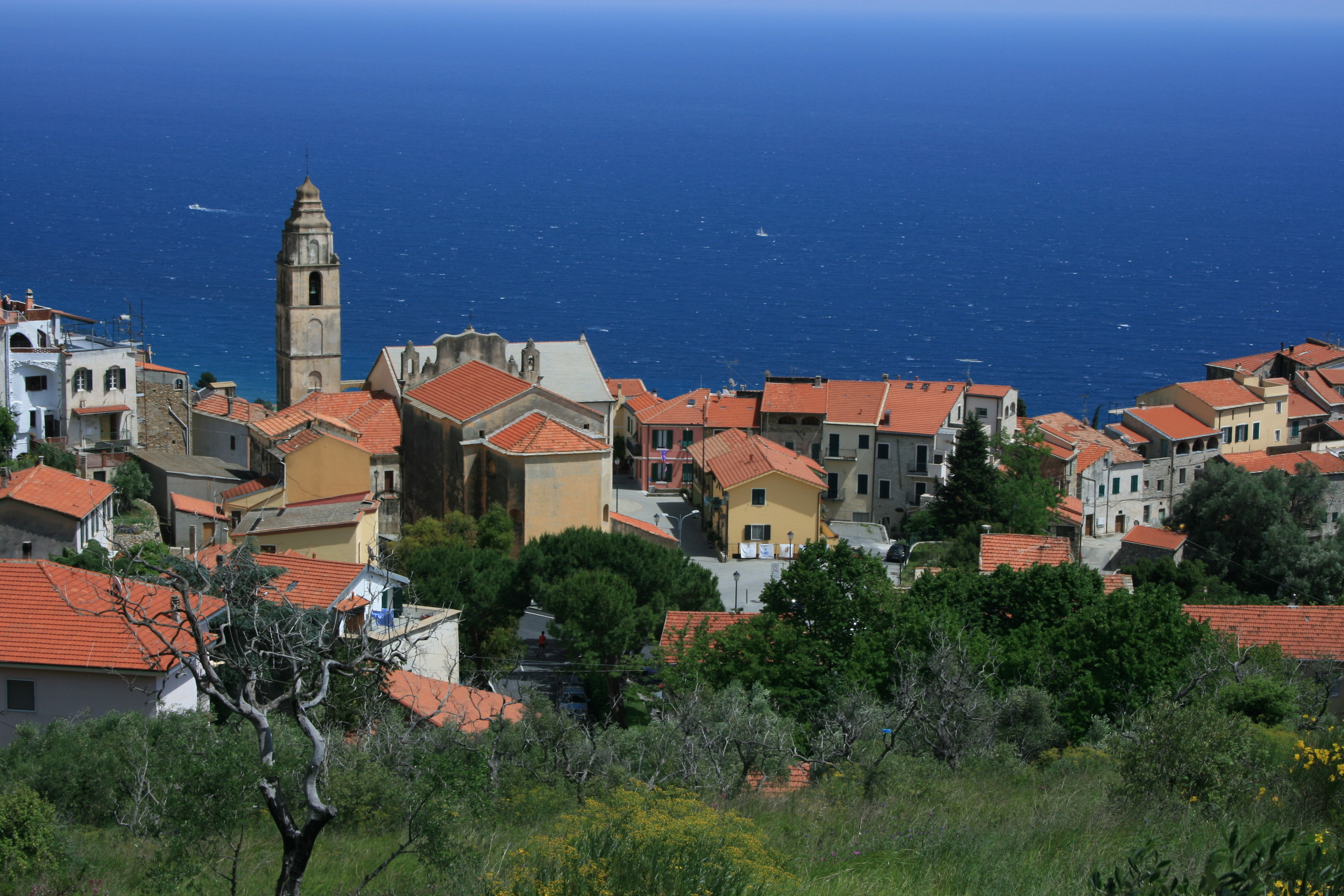
Чипресса

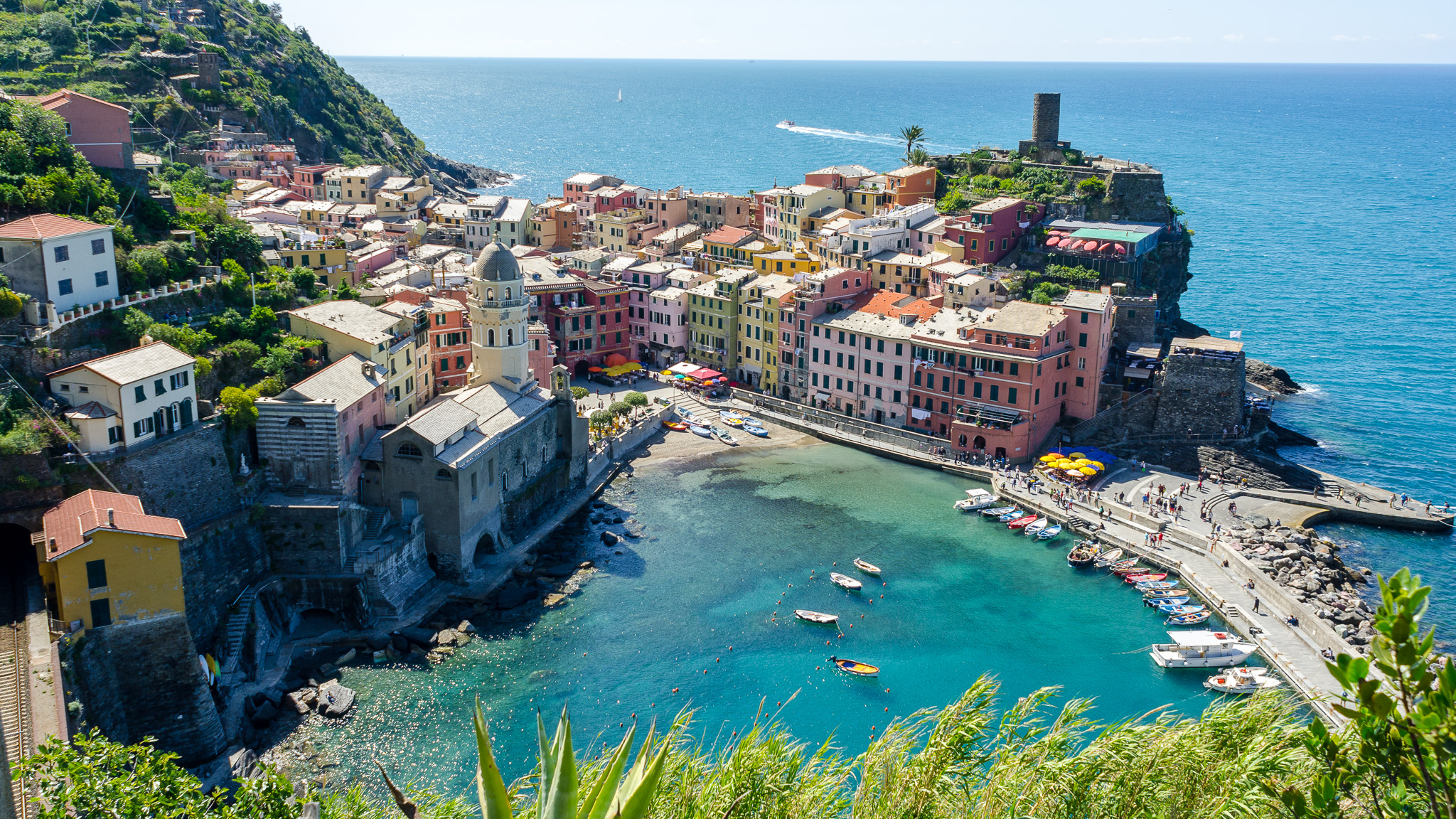
Вернацца

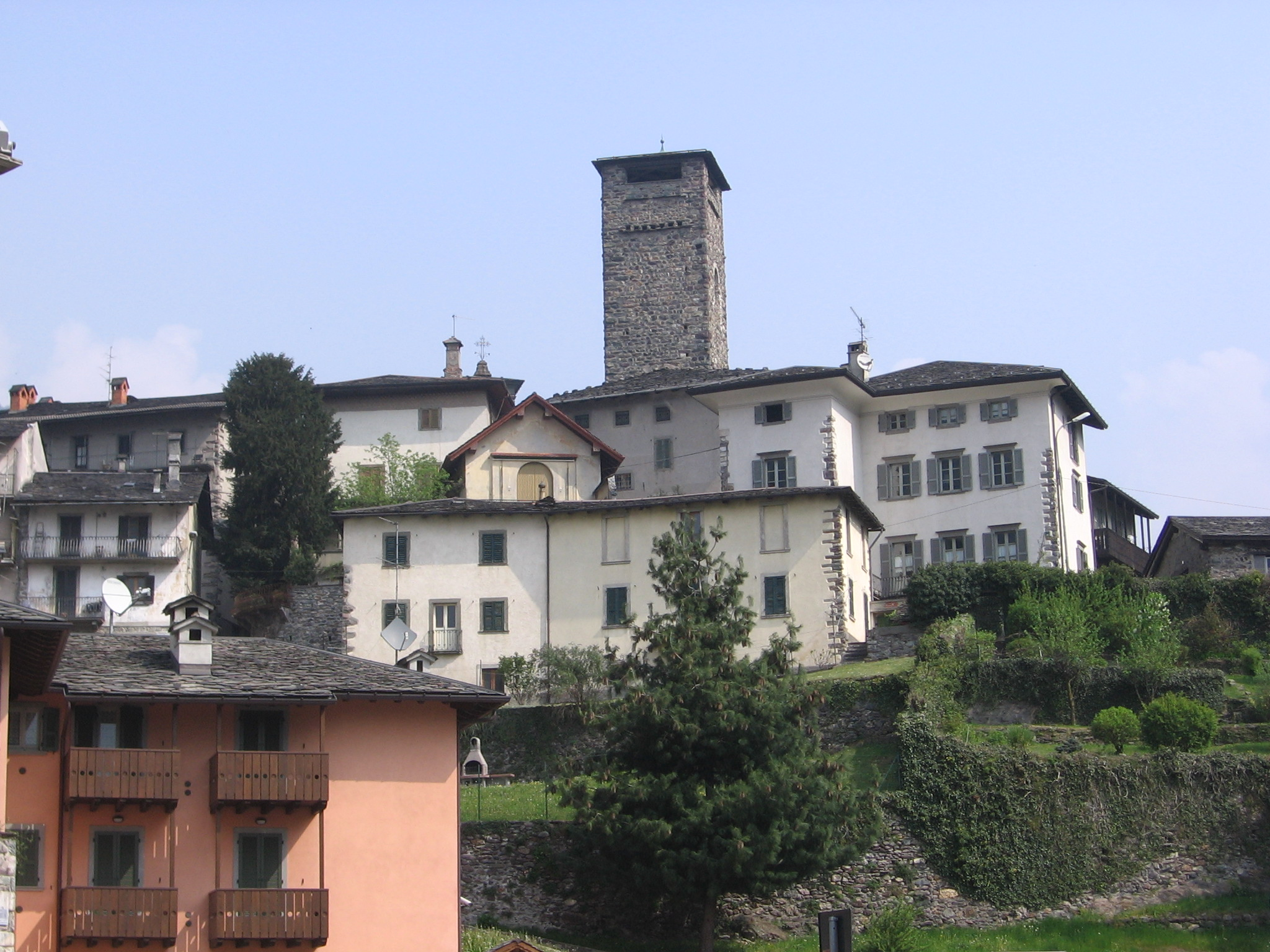
Громо

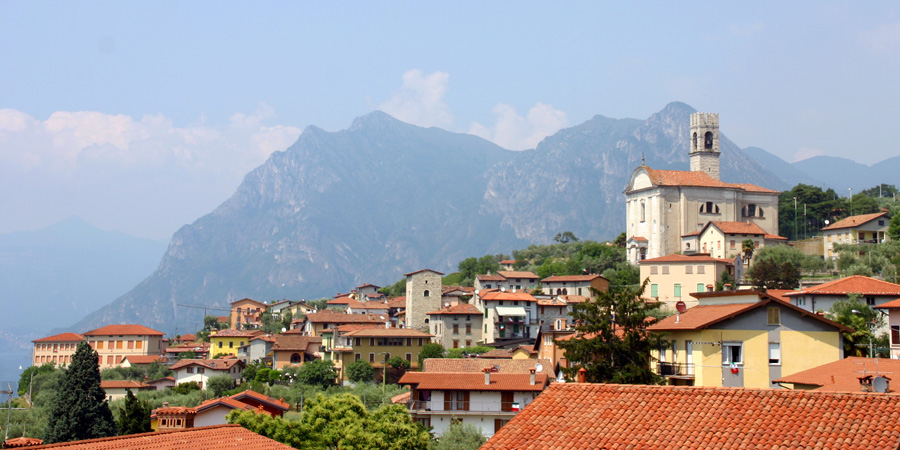
Монте-Изола

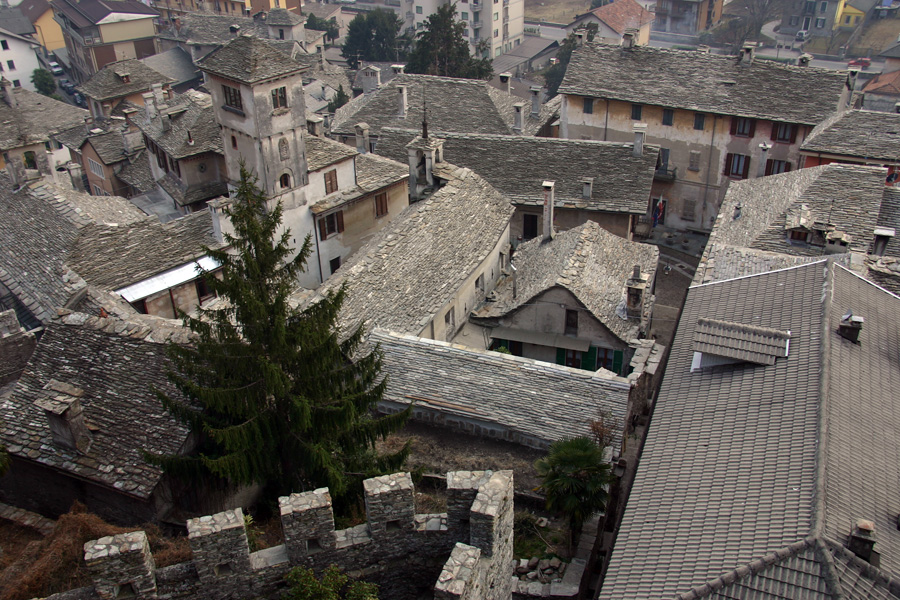
Вогонья

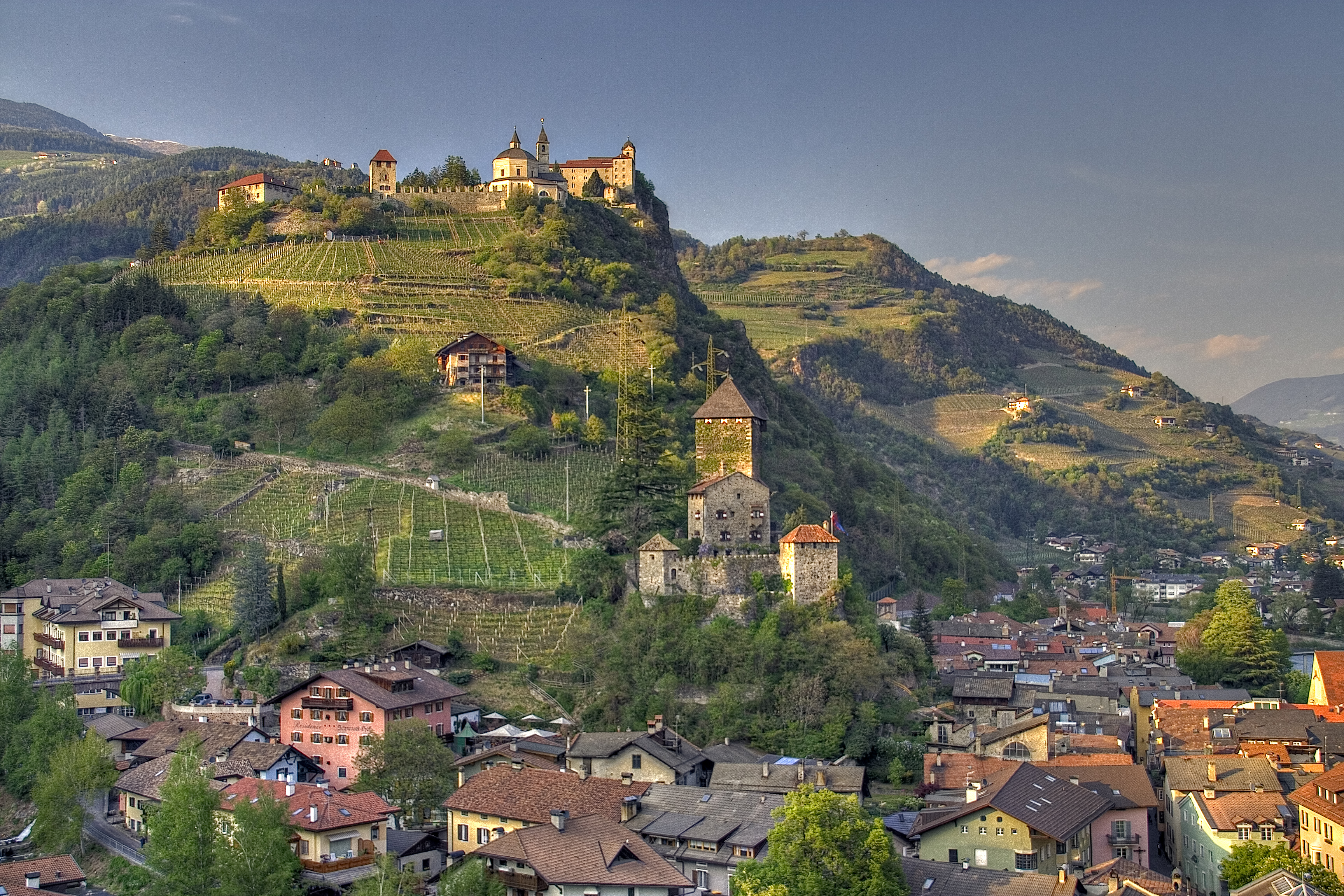
Кьюза

  - Вальвазоне-Арцене (Вальвазоне-Ардзене)
- Лигурия (21)
  - Априкале
  - Борджо-Верецци
  - Бруньято
  - Кампо-Лигуре
  - Кастельвеккьо-ди-Рокка-Барбена
  - Черво
  - Кастельбьянко
  - Финале-Лигуре
  - Фрамура
  - Лайгуэлья
  - Чипресса
  - Миллезимо
  - Монелья
  - Монтемарчелло[итал.]
  - Ноли
  - Себорга
  - Телларо[итал.]
  - Триора
  - Варезе-Лигуре
  - Вернацца
  - Цуккарелло
- Ломбардия (21)
  - Бьенно
  - Кассинетта-ди-Луганьяно
  - Монцамбано
  - Скандолара-Равара
  - Камерата-Корнелло
  - Курилья-кон-Монтевьяско
  - Фортунаго
  - Пандино
  - Куртатоне
  - Громо
  - Ловере
  - Монте-Изола
  - Моримондо
  - Помпонеско
  - Пиццале
  - Саббьонета
  - Сан-Бенедетто-По
  - Сончино
  - Тремеццина[итал.]
  - Тремозине
  - Дзаваттарелло
- Пьемонт (10)
  - Понтекьянале
  - Гарессио
  - Момбальдоне
  - Нейве
  - Орта-Сан-Джулио
  - Остана
  - Кандело
  - Уссо
  - Вогонья
  - Вольпедо
- Трентино-Альто-Адидже (8)
  - Тенно
  - Кьюза
  - Энья
  - Глоренца
  - Медзано
  - Бледжо-Суперьоре
  - Сан-Лоренцо-ин-Банале
  - Випитено
- Венето (6)
  - Аркуа-Петрарка
  - Азоло
  - Валеджо-суль-Минчо
  - Чизон-Ди-Вальмарино
  - Монтаньяна
  - Портобуффоле

### Центральная Италия
- Абруцци (21)
  - Аббатеджо
  - Анверса-дельи-Абруцци
  - Буньяра
  - Караманико-Терме
  - Кастель-дель-Монте
  - Кастелли
  - Читта-Сант-Анджело
  - Чивителла-дель-Тронто
  - Интродаккуа
  - Навелли
  - Опи
  - Пачентро
  - Пенне
  - Петторано-суль-Джицио
  - Пьетракамела
  - Преторо
  - Рокка-Сан-Джованни
  - Санто-Стефано-ди-Сессанио
  - Сканно
  - Тальякоццо
  - Виллалаго
- Лацио (13)
  - Бовилле-Эрника
  - Камподимеле
  - Капрарола
  - Кастель-ди-Тора
  - Кастель-Гандольфо
  - Чивита-ди-Баньореджо
  - Коллальто-Сабино
  - Монте-Сан-Джованни-Кампано
  - Орвинио
  - Сан-Донато-Валь-ди-Комино
  - Сперлонга
  - Субьяко
  - Аквапенденте
- Марке (22)
  - Чинголи
  - Коринальдо
  - Фронтино
  - Градара
  - Гроттаммаре
  - Мачерата-Фельтрия
  - Мателика
  - Мондавио
  - Мондольфо
  - Монте-Гримано-Терме
  - Монтекассиано
  - Монтекозаро
  - Валлефолья[итал.]
  - Монтефьоре-дель-Азо
  - Монтелупоне
  - Мореско
  - Оффанья
  - Оффида
  - Сан Джинезио
  - Сарнано
  - Трея
  - Виссо
- Молизе (4)
  - Форнелли
  - Фрозолоне
  - Оратино
  - Сепино
- Тоскана (19)
  - Ангьяри
  - Барга
  - Буонконвенто

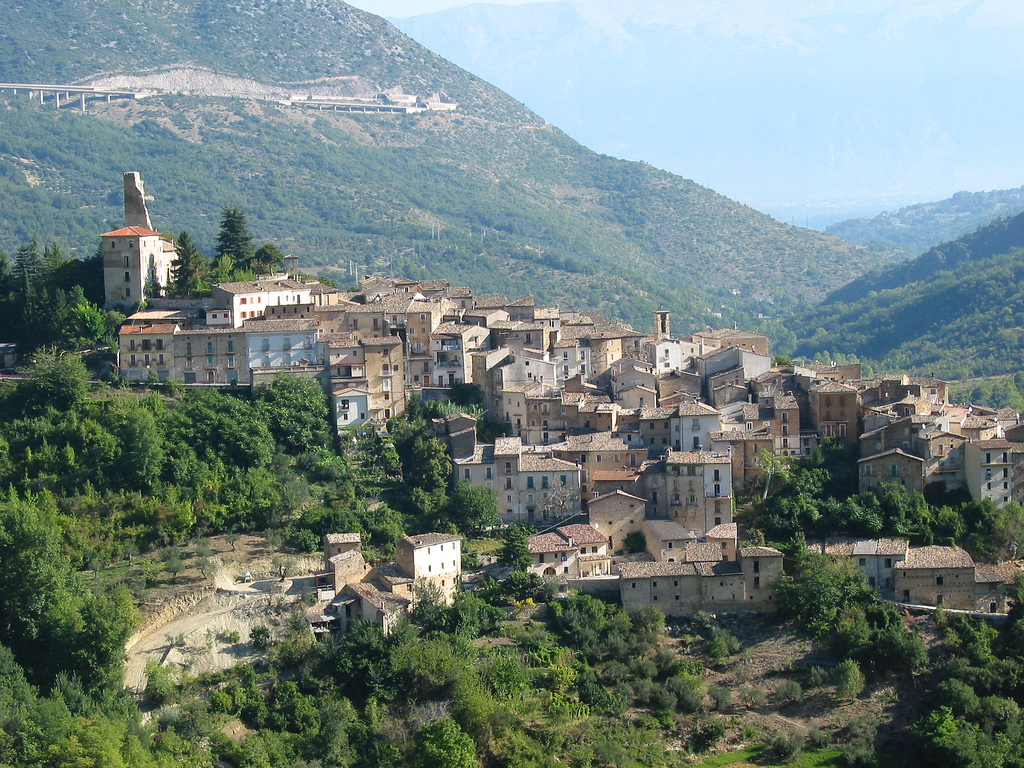
Анверса-дельи-Абруцци

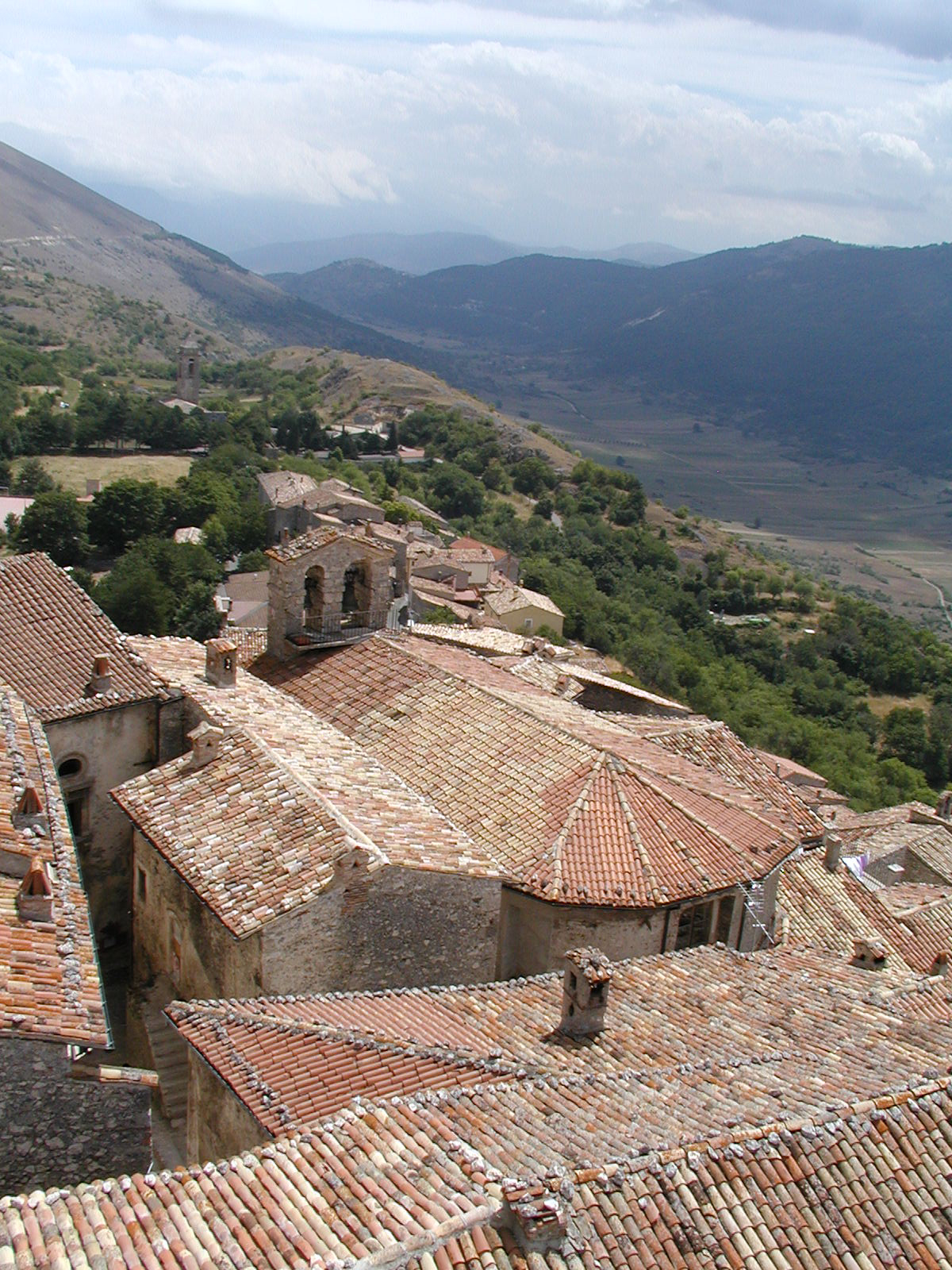
Санто-Стефано-ди-Сессанио

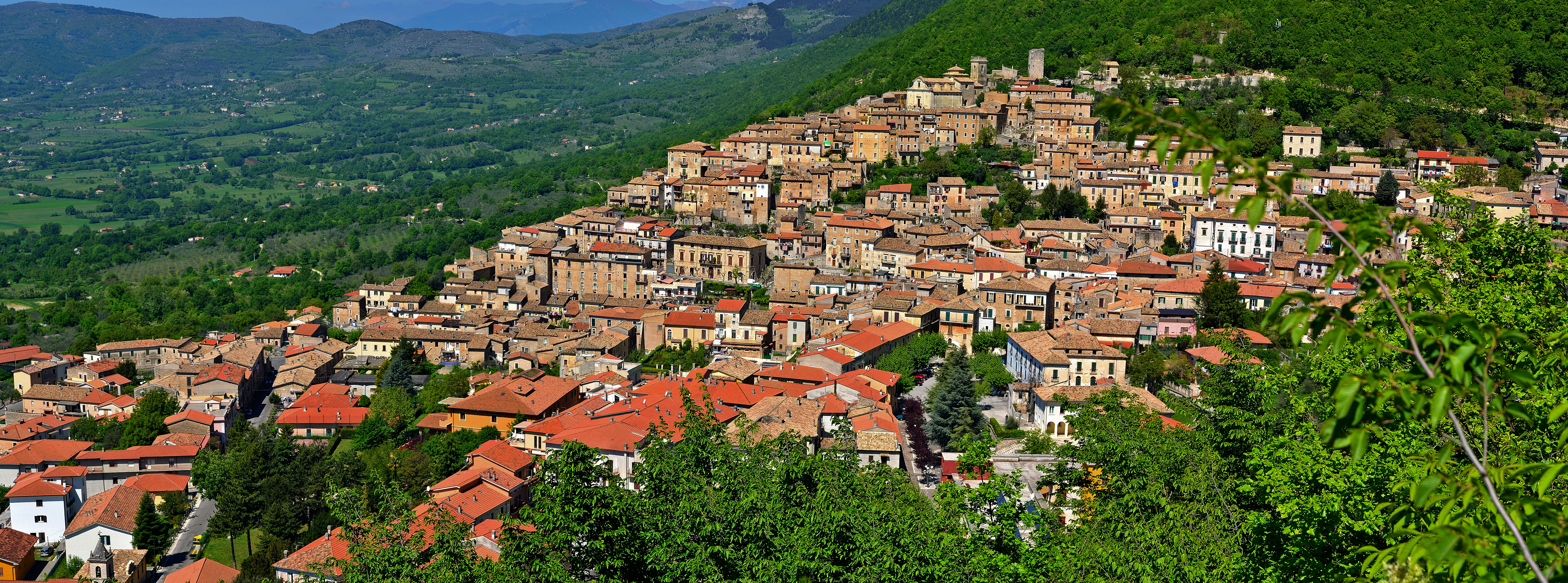
Сан-Донато-Валь-ди-Комино

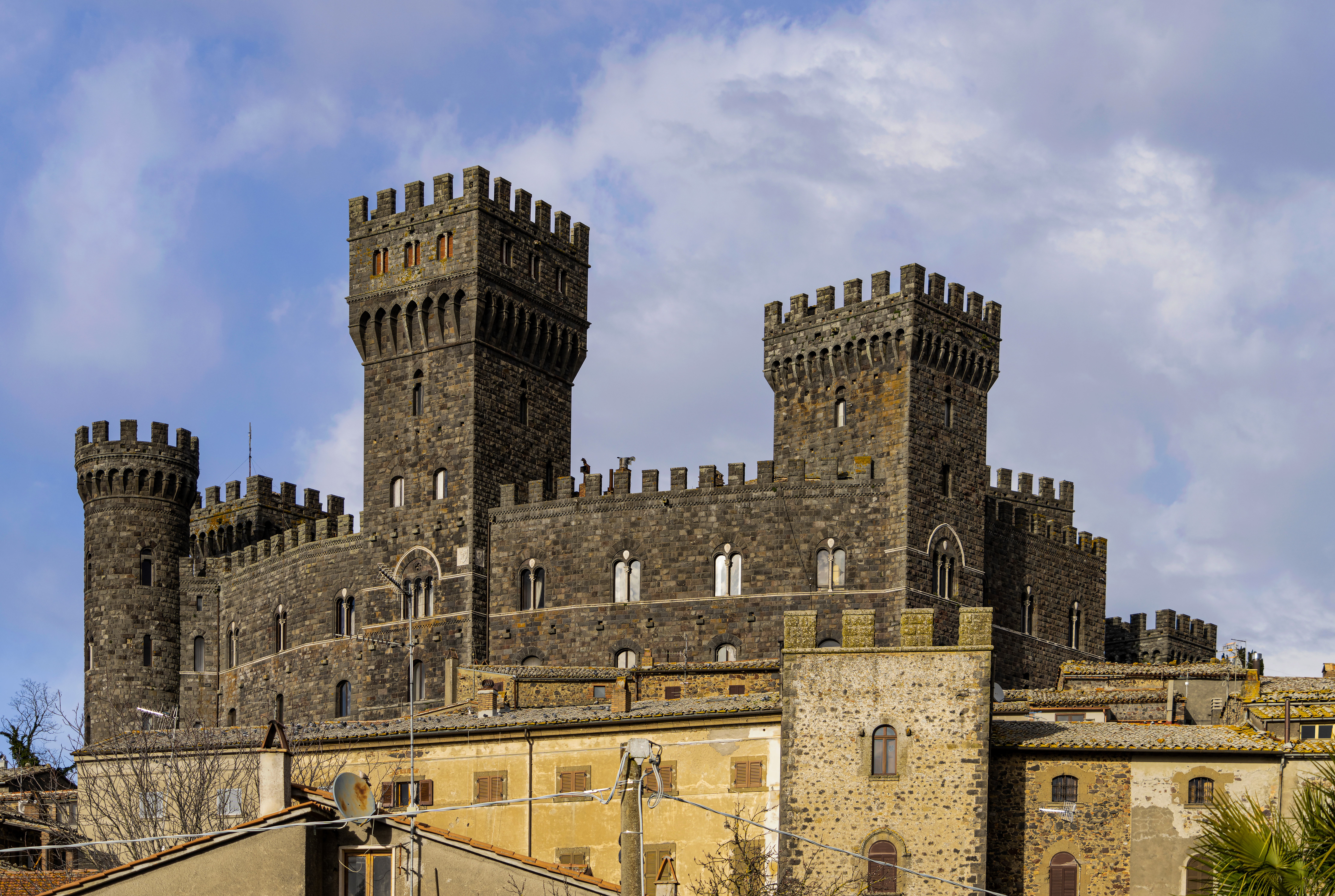
Аквапенденте

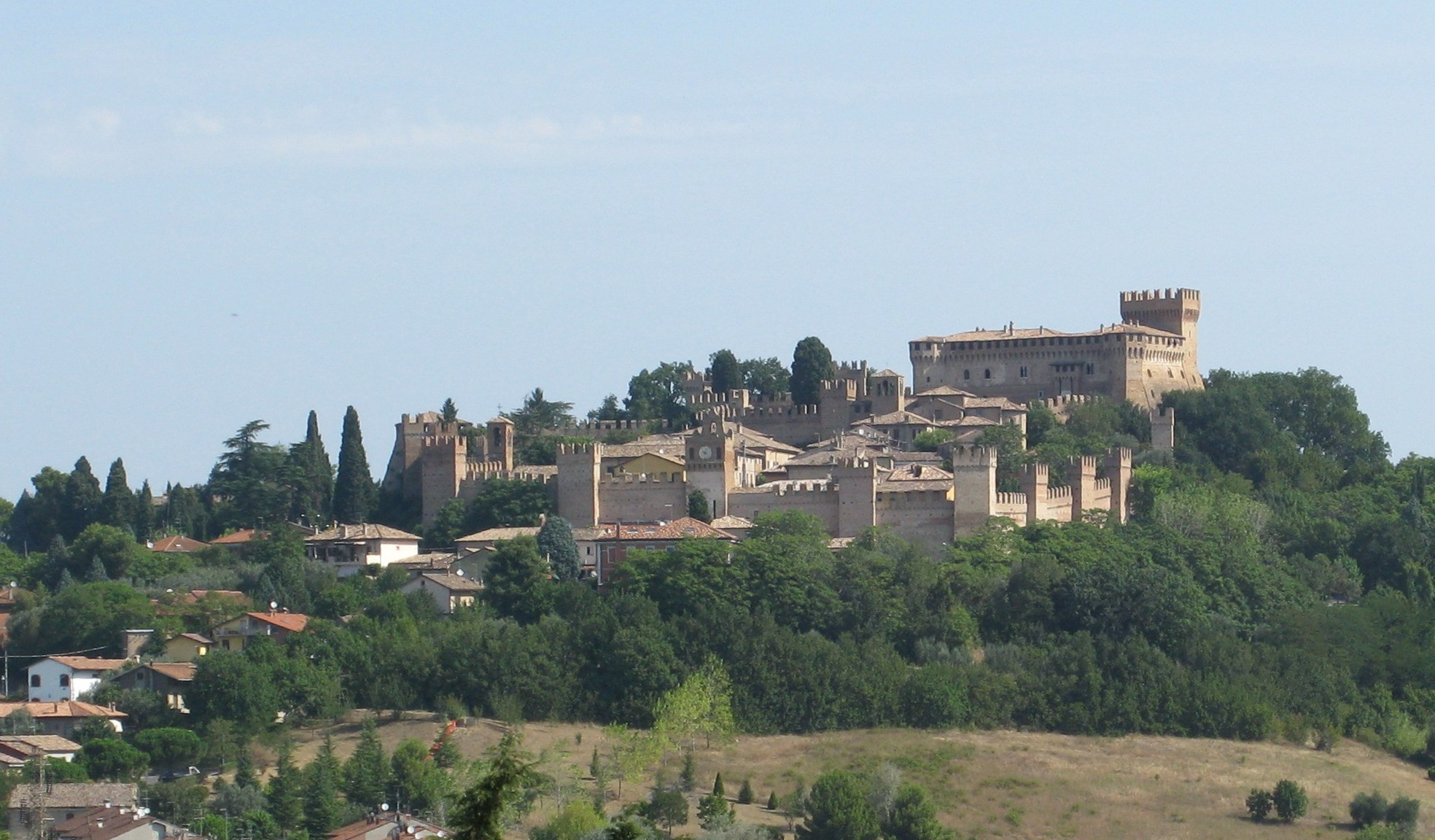
Градара

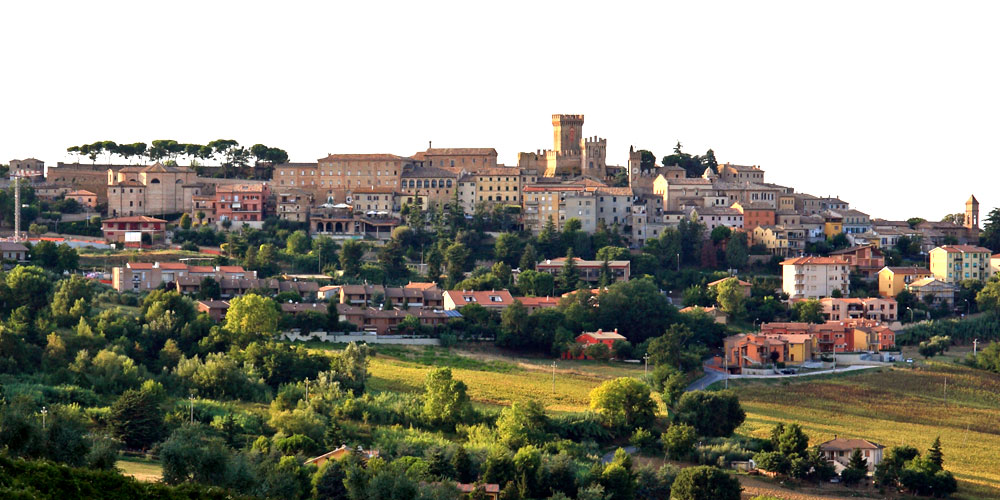
Оффанья

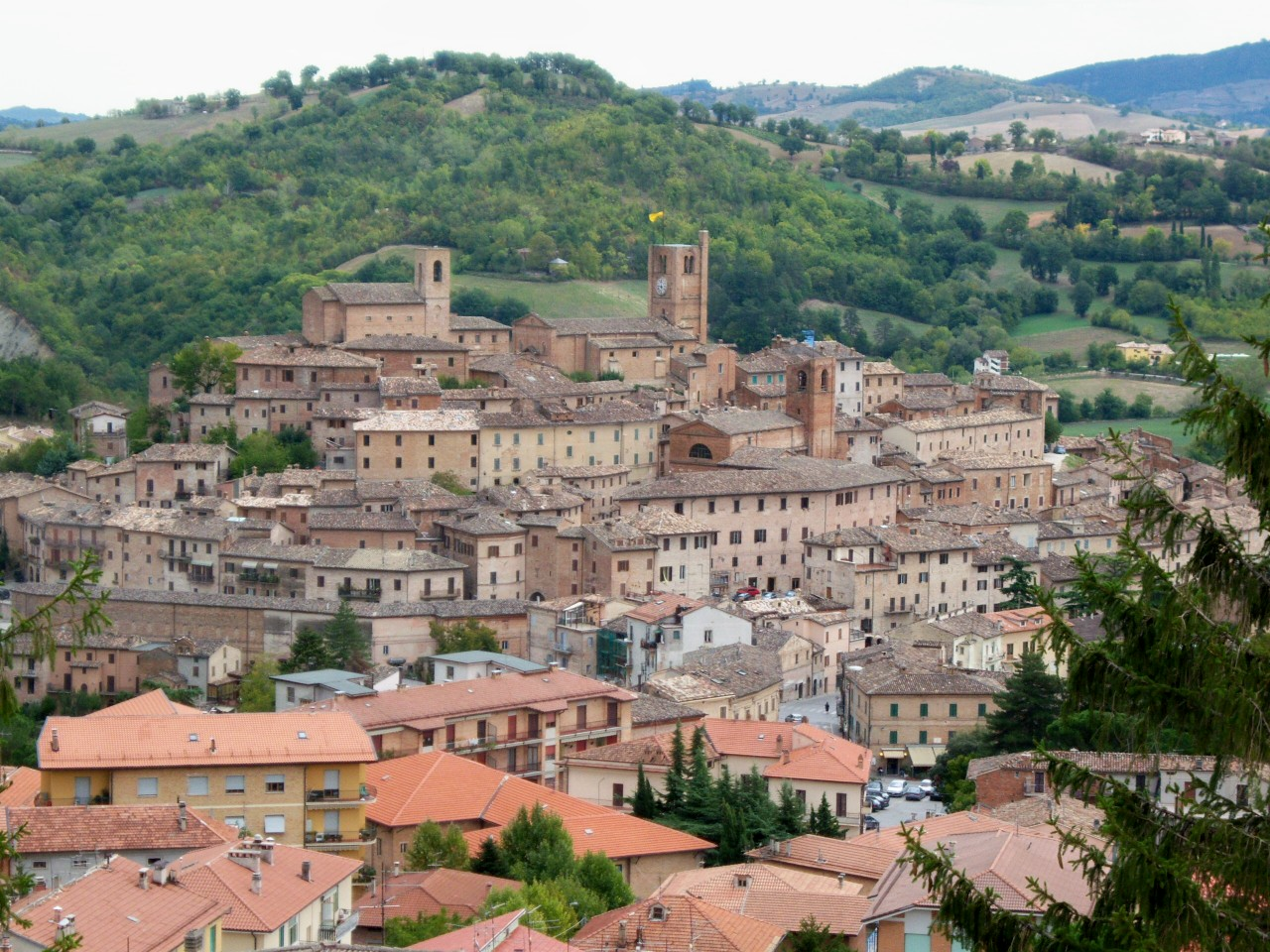
Сарнано

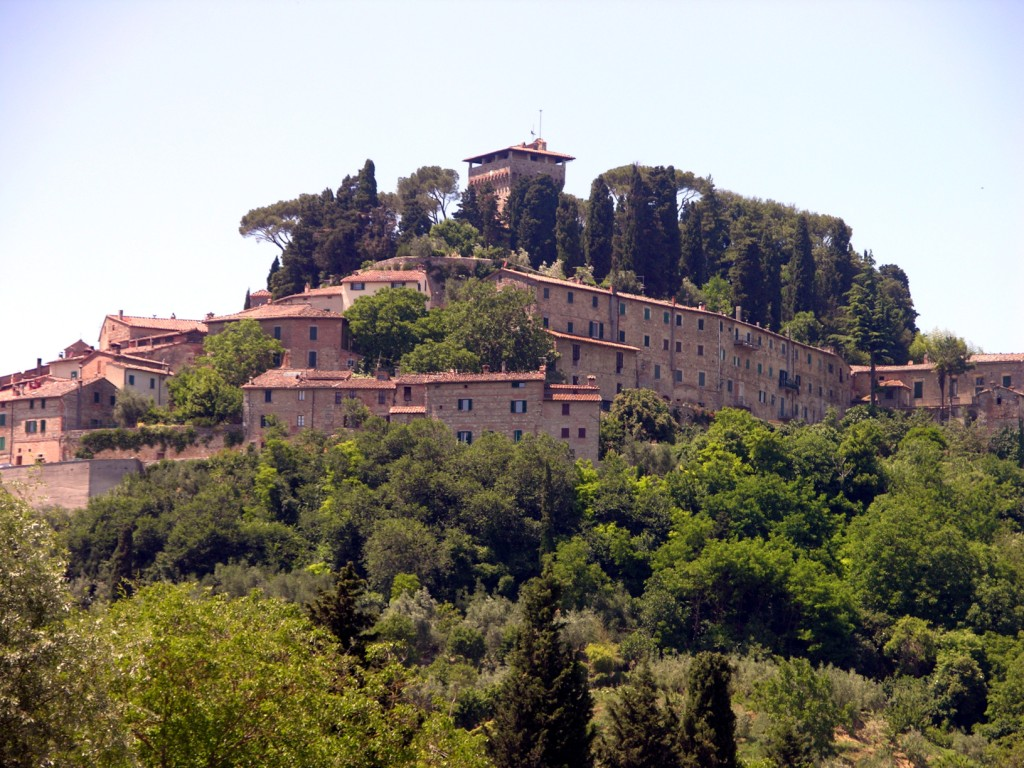
Четона

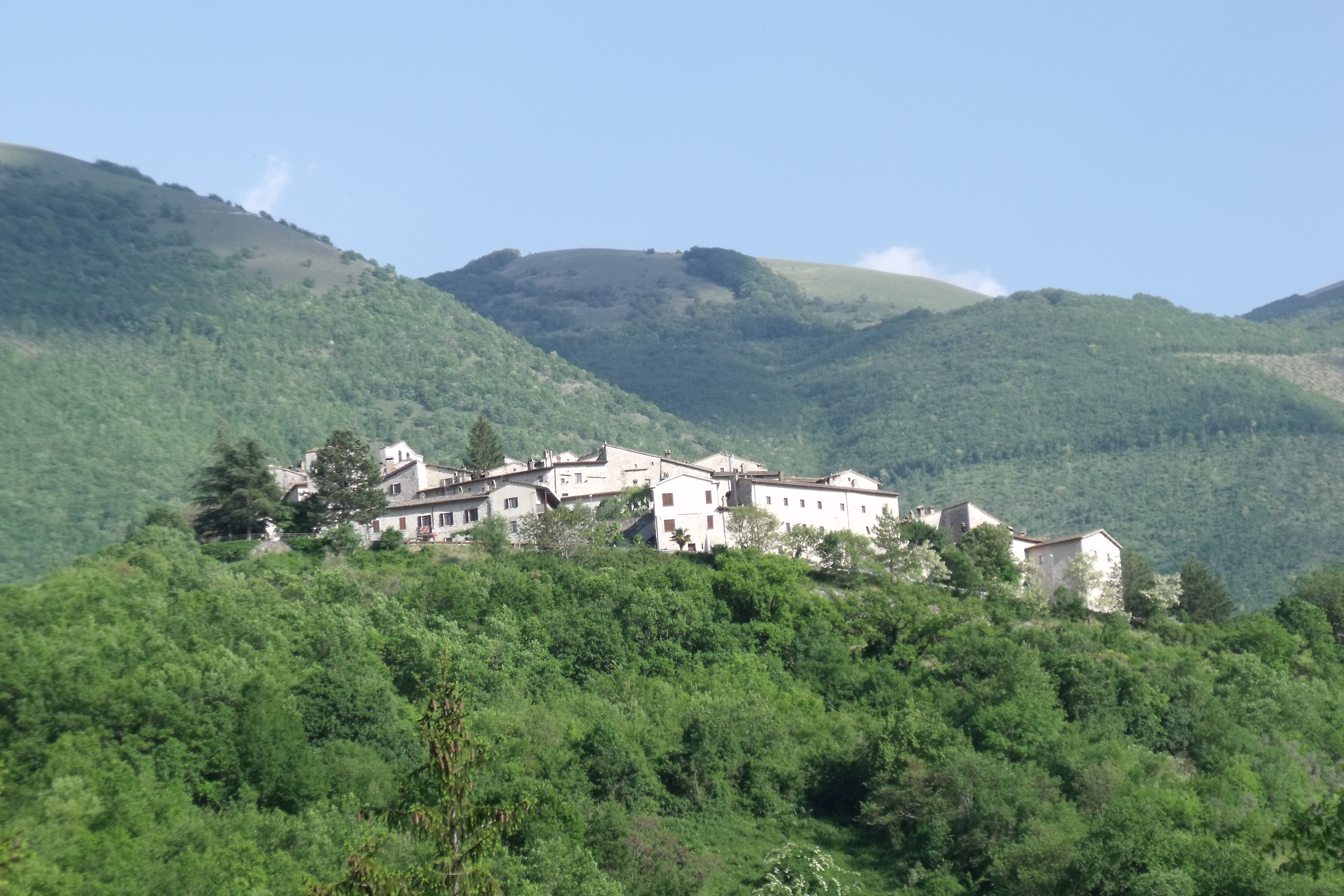
Валло-ди-Нера

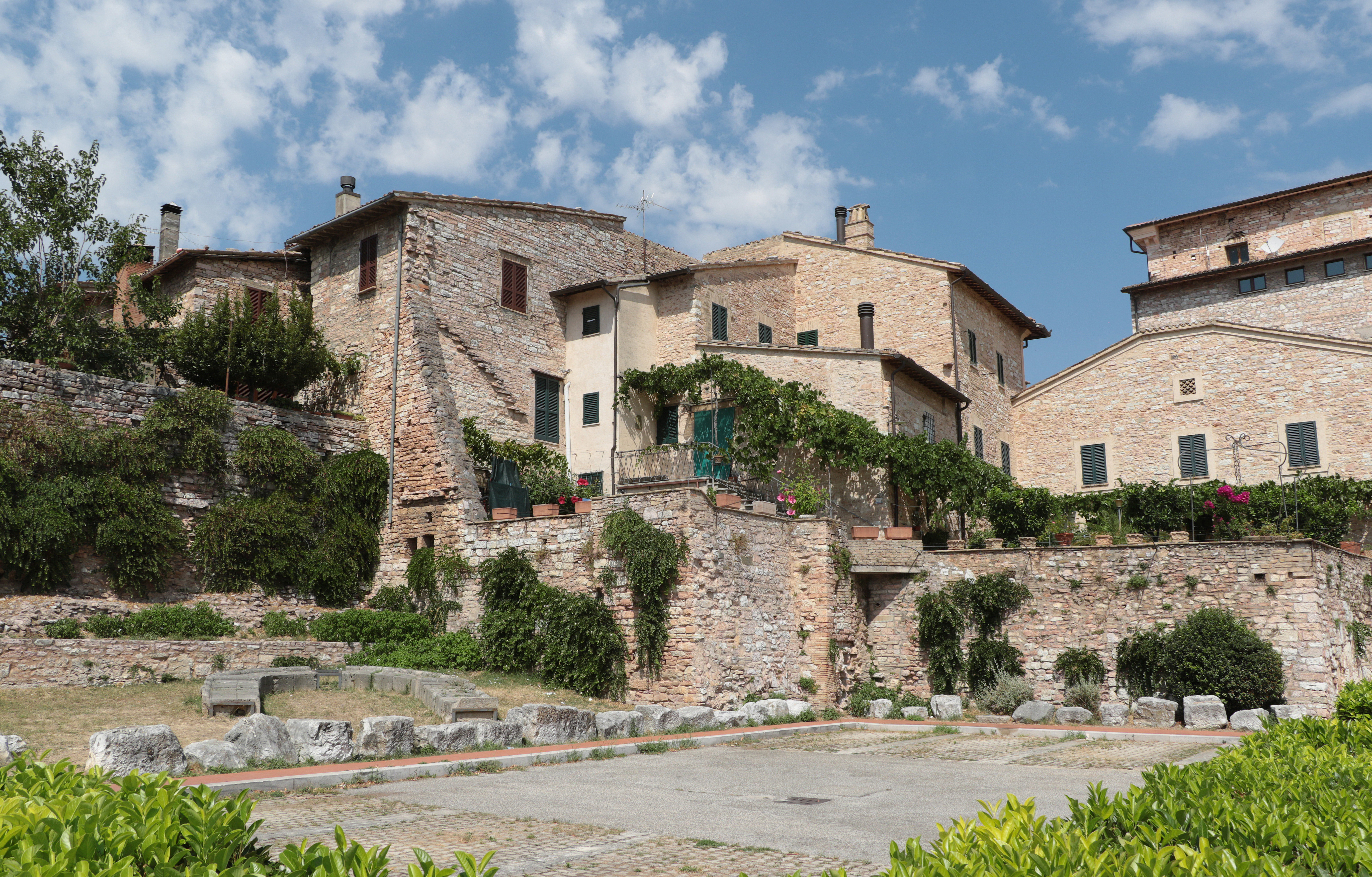
Спелло

  - Кастельфранко Пьян-ди-Ско[итал.]
  - Кастильоне-ди-Гарфаньяна
  - Четона
  - Корелья-Антельминелли
  - Джильо-Кастелло[итал.]
  - Лоро-Чуффенна
  - Монтемерано[итал.]
  - Монтескудайо
  - Питильяно
  - Поппи
  - Порто-Эрколе
  - Сан-Кашано-деи-Баньи
  - Скарперия и Сан-Пьеро
  - Сована
  - Суверето
- Умбрия (25)
  - Акваспарта
  - Арроне
  - Беттона
  - Беванья
  - Перуджа ?
  - Кастильоне-дель-Лаго
  - Читерна
  - Корчано
  - Дерута
  - Джове
  - Луньяно-ин-Теверина
  - Масса-Мартана
  - Монте-Кастелло-ди-Вибио
  - Монтефалько
  - Монтоне
  - Норча
  - Пачано
  - Паникале
  - Пьедилуко[итал.]
  - Сан-Джемини
  - Спелло
  - Стронконе
  - Торджано
  - Треви
  - Валло-ди-Нера

### Южная Италия

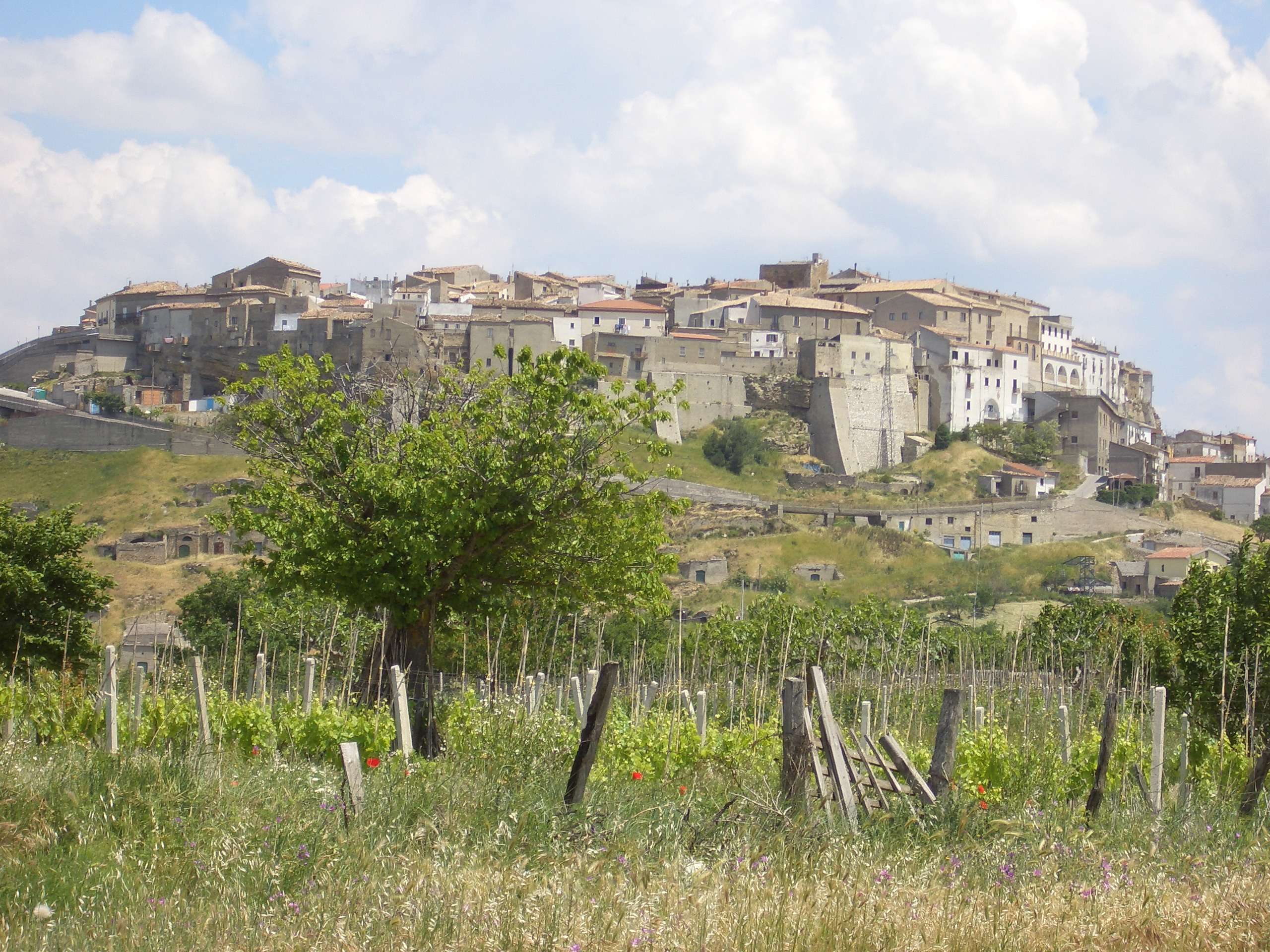
Ачеренца

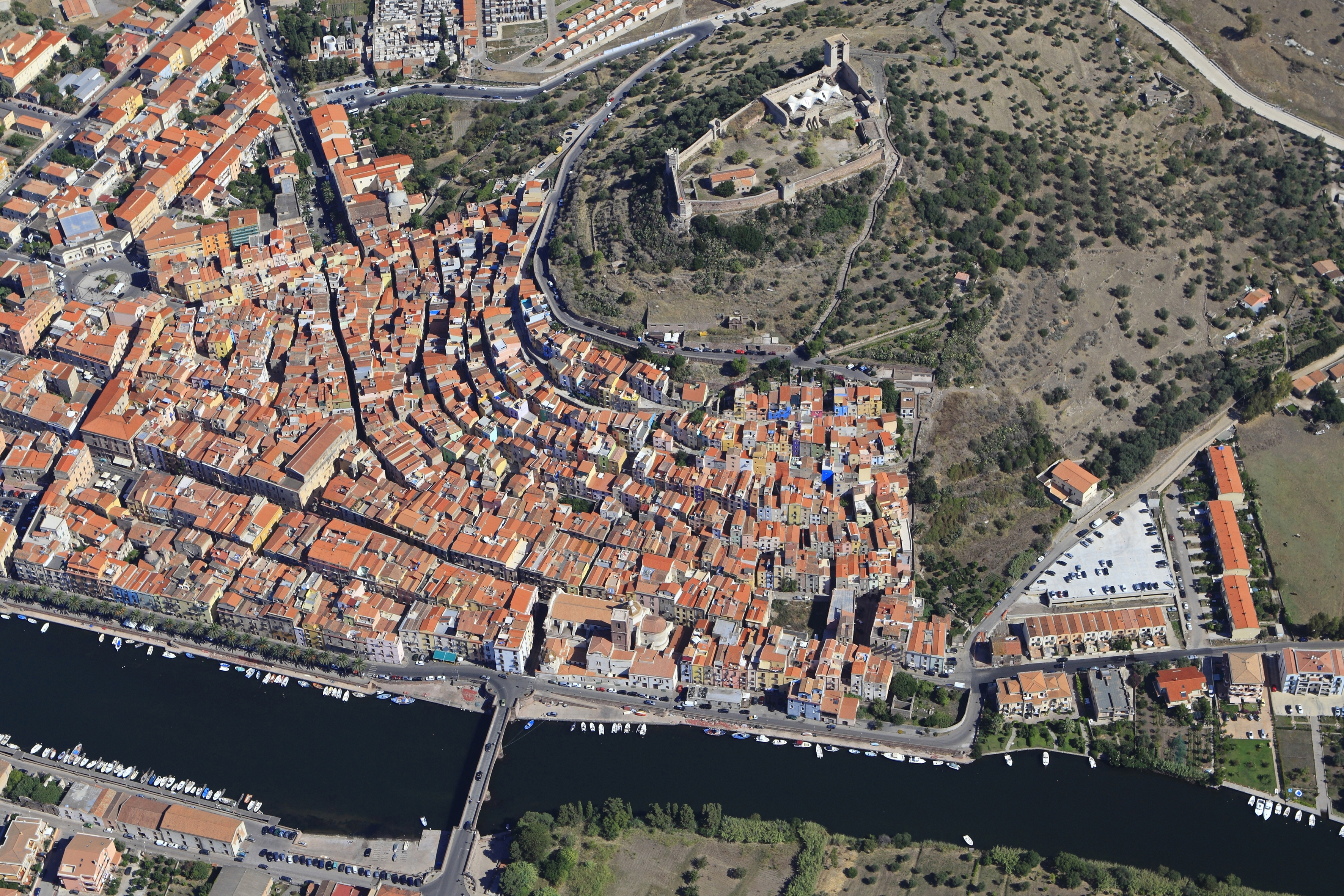
Боза

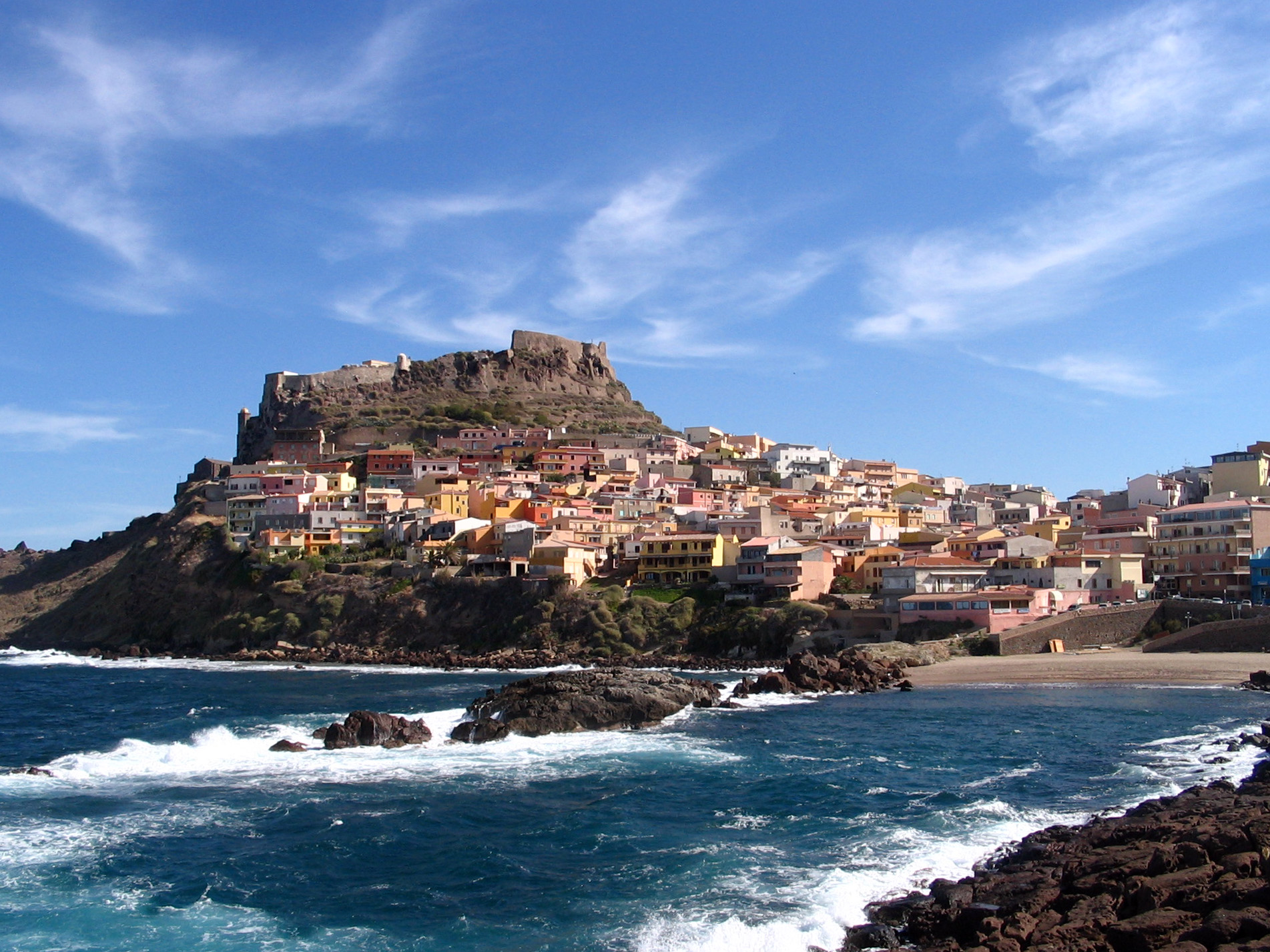
Кастельсардо

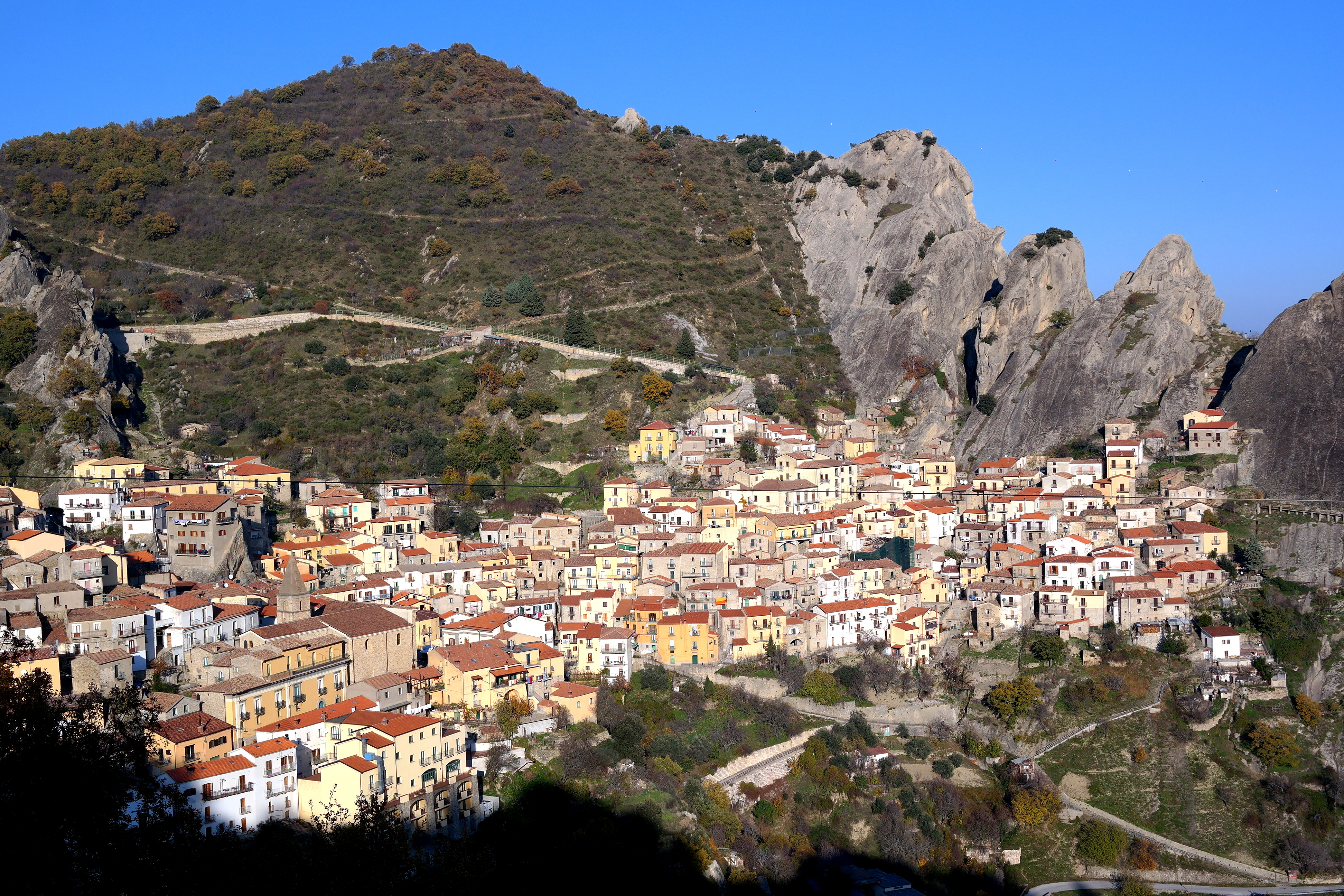
Кастельмедзано

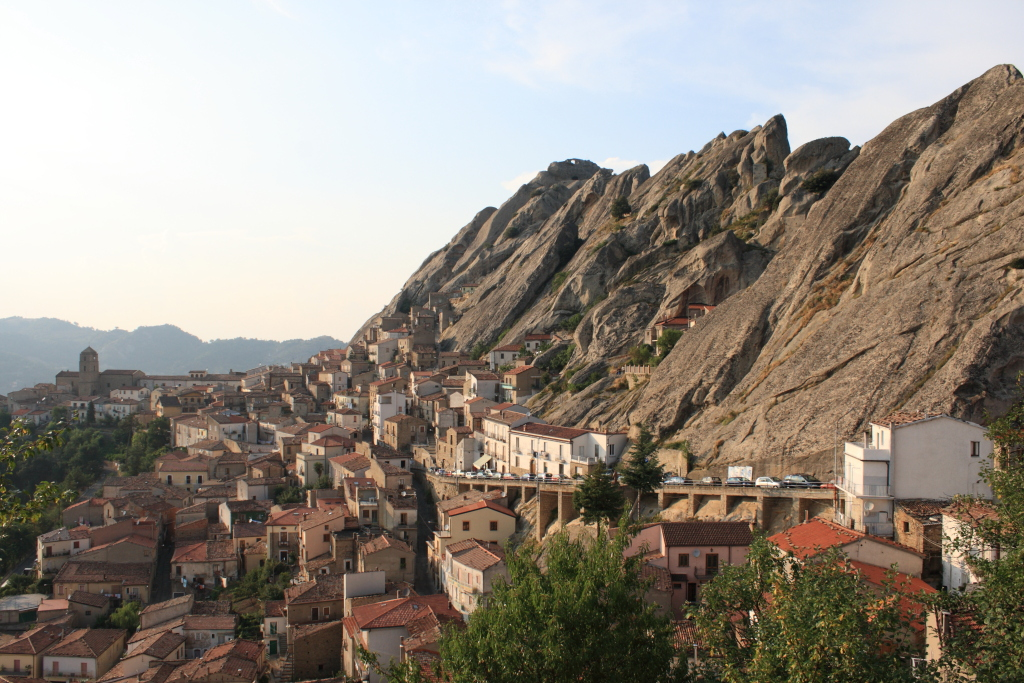
Пьетрапертоза

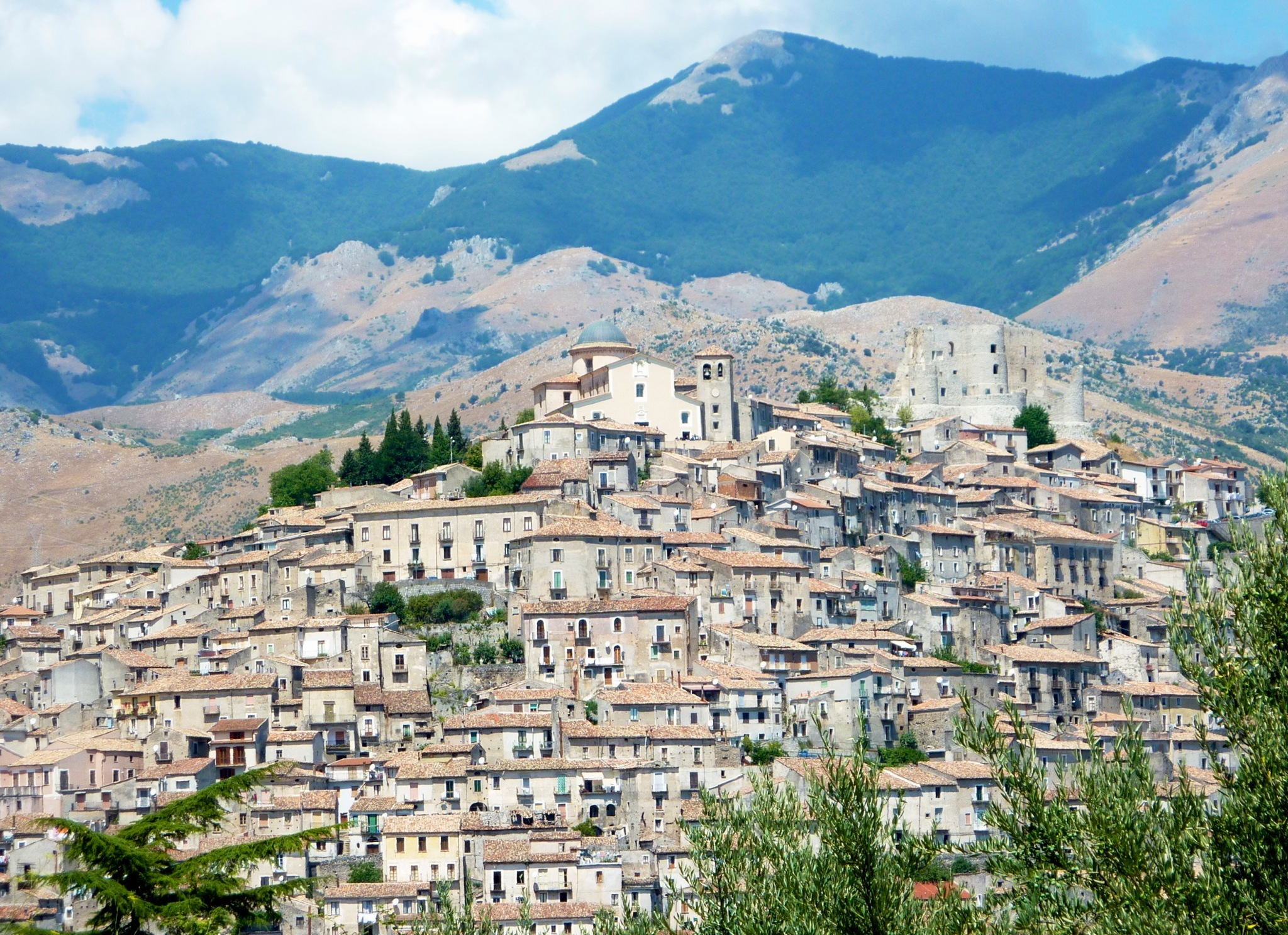
Морано-Калабро

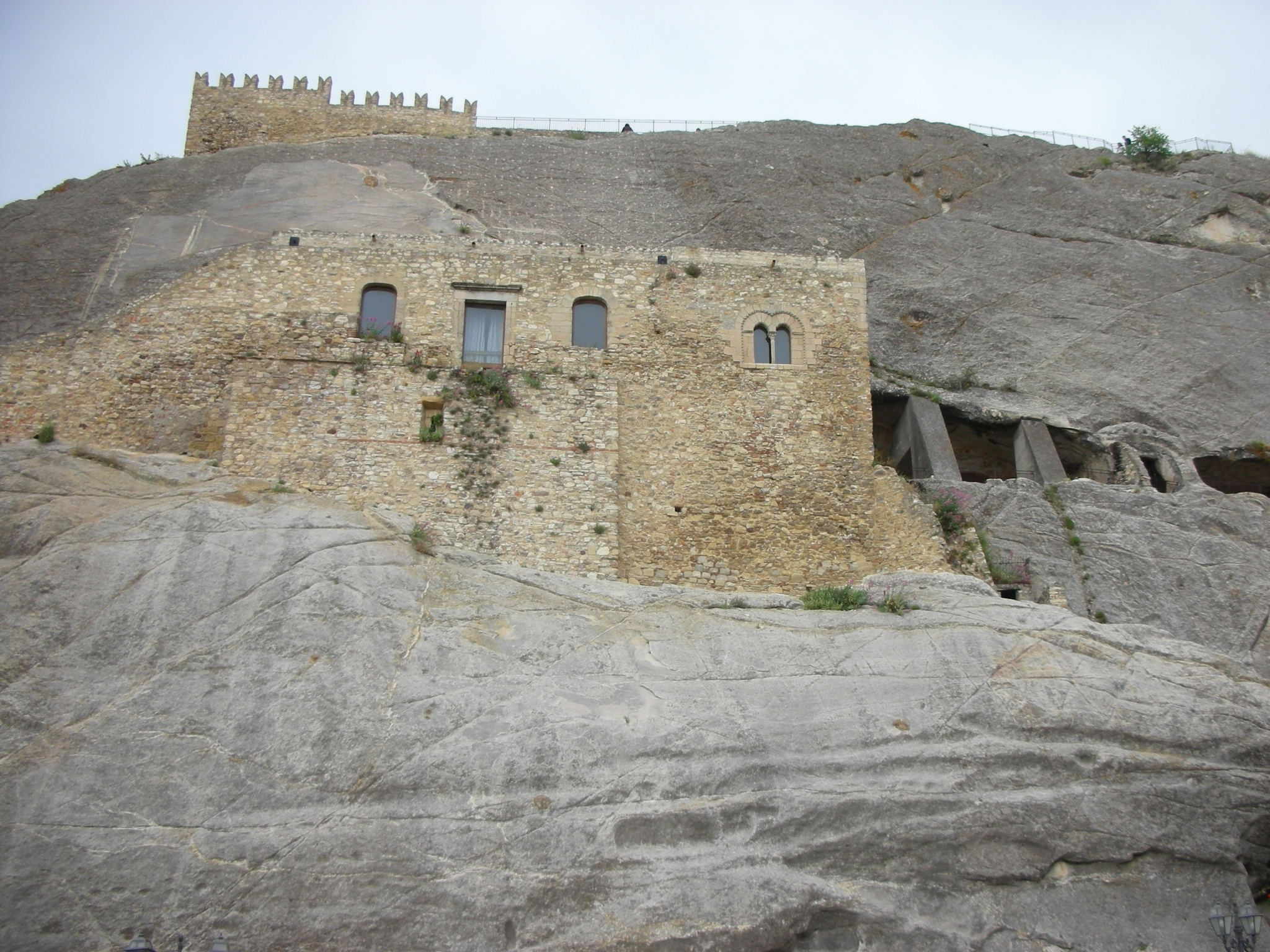
Сперлинга

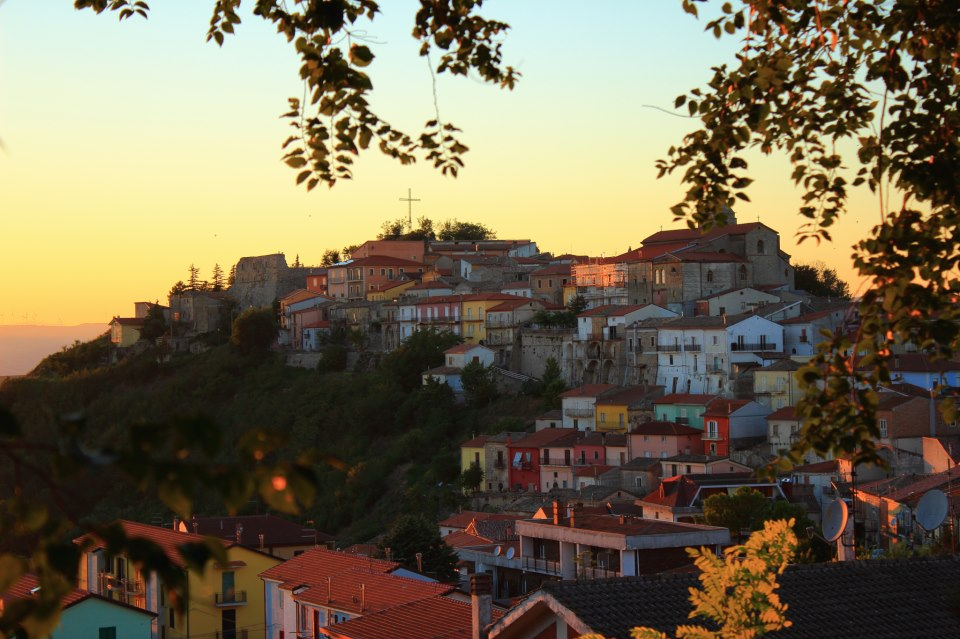
Савиньяно-Ирпино

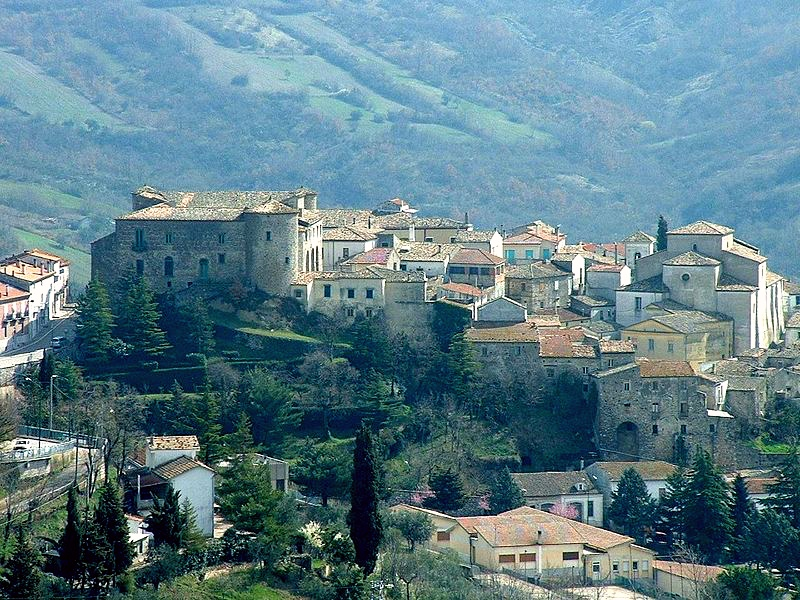
Цунголи

- Апулия (10)
  - Альберона
  - Бовино
  - Чистернино
  - Локоротондо
  - Отранто
  - Пьетрамонтекорвино
  - Презичче
  - Розето-Вальфорторе
  - Спеккья
  - Вико-дель-Гаргано
- Базиликата (6)
  - Ачеренца
  - Кастельмедзано
  - Гуардия-Пертикара
  - Пьетрапертоза
  - Веноза
  - Виджанелло
- Калабрия (14)
  - Аета
  - Альтомонте
  - Бова
  - Буонвичино
  - Каккури
  - Шилла
  - Чивита
  - Фьюмефреддо-Бруцио
  - Джераче
  - Морано-Калабро
  - Ориоло
  - Рокка-Империале
  - Санто-Северина
  - Стило
- Кампания (10)
  - Виетри-суль-Маре
  - Атрани
  - Кастеллабате
  - Конка-деи-Марини
  - Фуроре
  - Монтеверде
  - Нуско
  - Сант-Агата-де-Готи
  - Савиньяно-Ирпино
  - Цунголи
- Сардиния (4)
  - Атцара
  - Боза
  - Карлофорте
  - Кастельсардо
- Сицилия (18)
  - Кастельмола
  - Кастильоне-ди-Сицилия
  - Кастрореале
  - Чефалу
  - Эриче
  - Ферла
  - Ганджи
  - Джерачи-Сикуло
  - Монтальбано-Эликона
  - Монтероссо-Альмо
  - Новара-ди-Сицилия
  - Палаццоло-Акреиде
  - Петралия-Сопрана
  - Самбука-ди-Сицилия
  - Сан-Марко-д’Алунцио
  - Савока
  - Сперлинга
  - Сутера